# خندزوروت، لوری
خندزوروت، لوری  یک روستا در ارمنستان است که در استان لوری واقع شده‌است. آگاراک در  کیلومتری شمال وانادزور، مرکز استان لوری واقع شده است.